# Suchitepéquez
El departament de Suchitepéquez està situat a la regió Sud Occidental de Guatemala. Limita al Nord amb el departament de Quetzaltenango, el departament de Sololá i el departament de Chimaltenango, al Sud amb l'oceà Pacífic, a l'Est amb el departament d'Escuintla; i a l'Oest amb el departament de Retalhuleu. La capçalera departamental està a una distància de 165 quilòmetres de la Ciutat de Guatemala.

## Divisió administrativa
El departament de Suchitepéquez està dividit en 20 municipis que són:
1. Mazatenango
2. Chicacao
3. Cuyotenango
4. Patulul
5. Pueblo Nuevo
6. Río Bravo
7. Samayac
8. San Antonio Suchitepéquez
9. San Bernardino
10. San José El Ídolo
11. San Francisco Zapotitlán
12. San Gabriel
13. San Juan Bautista
14. San Lorenzo
15. San Miguel Panán
16. San Pablo Jocopilas
17. Santa Bárbara
18. Santo Domingo Suchitepéquez
19. Santo Tomás La Unión
20. Zunilito

## Història
El nom de Suchitepéquez, es deriva de la veu nàhuatl Xōchitepēki, formada al seu torn per Xōchi- 'flor', tepē- 'turó, muntanya' i -k(o) 'en', la qual cosa podria traduir-se com En el Turó Florit o En el Turó de les Flors.
El departament de Suchitepéquez va ser creat per decret del 16 d'octubre de 1877.
Abans de l'arribada dels espanyols en 1524, Suchitepéquez depenia del regne dels kitxés i del regne dels tzutujil, i els seus habitants en la seva majoria encara parlen aquestes llengües.
Aquest departament que actualment forma part de l'anomenada Costa Gran, va ser on es van lliurar les primeres batalles, quan Pedro de Alvarado va arribar procedent de *Soconusco al febrer de 1524.
Suchitepequez era una espècie de tendó d'Aquil·les del regne Quiché, perquè l'hi disputaven constantment amb els tz´utujils atès que el territori estava compost per la millor terra. Els seus cultius es van convertir en les millors sembres de cacao. Els habitants de l'antiga Capitania General de Guatemala ho consideraven de qualitat immillorable.
L'arquebisbe Cortès y Larraz va anotar que el 1768-70 molts indígenes de l'altiplà i el nord-est van fugir cap a la costa de Sant Antonio, suposadament perquè en aquesta regió hi havia més abundància. No obstant això, la probabilitat d'un treball lliure va poder haver estat una altra de les raons de tal fenomen.
En els últims anys de la colònia, el departament, juntament amb Retalhuleu, van formar corregimiento de Suchitepequez al que s'incorporaven i segregaven territoris constantment.

## Idioma
Els pobles originaris en aquest departament parlen majoritàriament l'idioma kitxé i en el municipi de Chicacao el tzutujil, a Patulul el kaqchikel, a més de l'espanyol que és la llengua dominant en el departament.